# 난장 (신장)

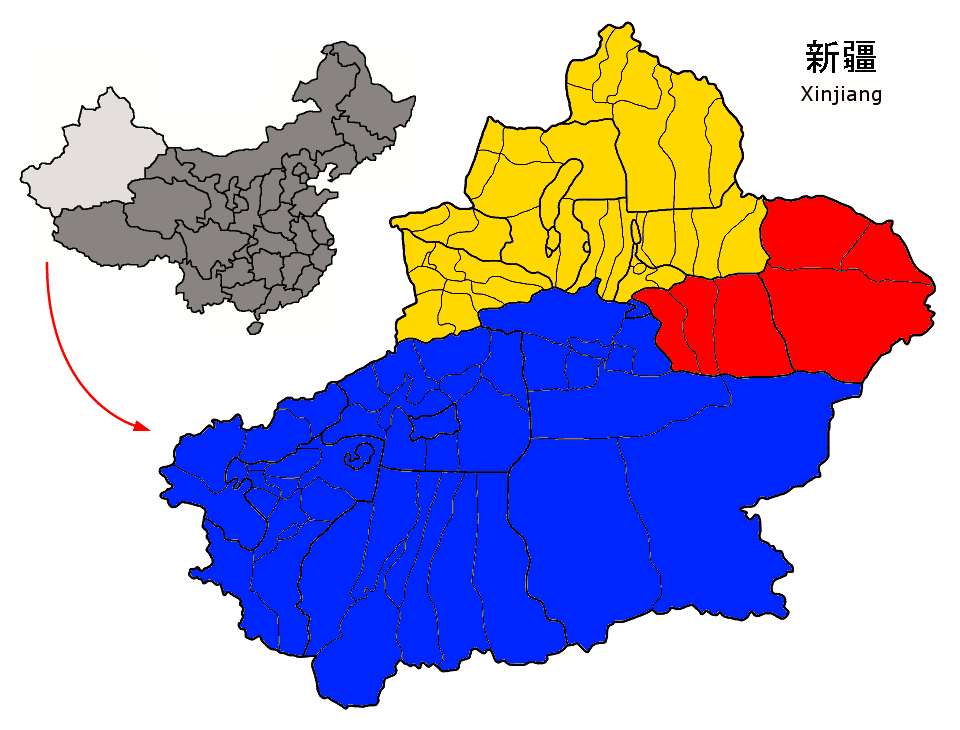
북신장 – 중가리아 (노란색)
동신장 – 투루판시 및 하미시 (빨간색)
남신장 – 타림 분지 (파란색)

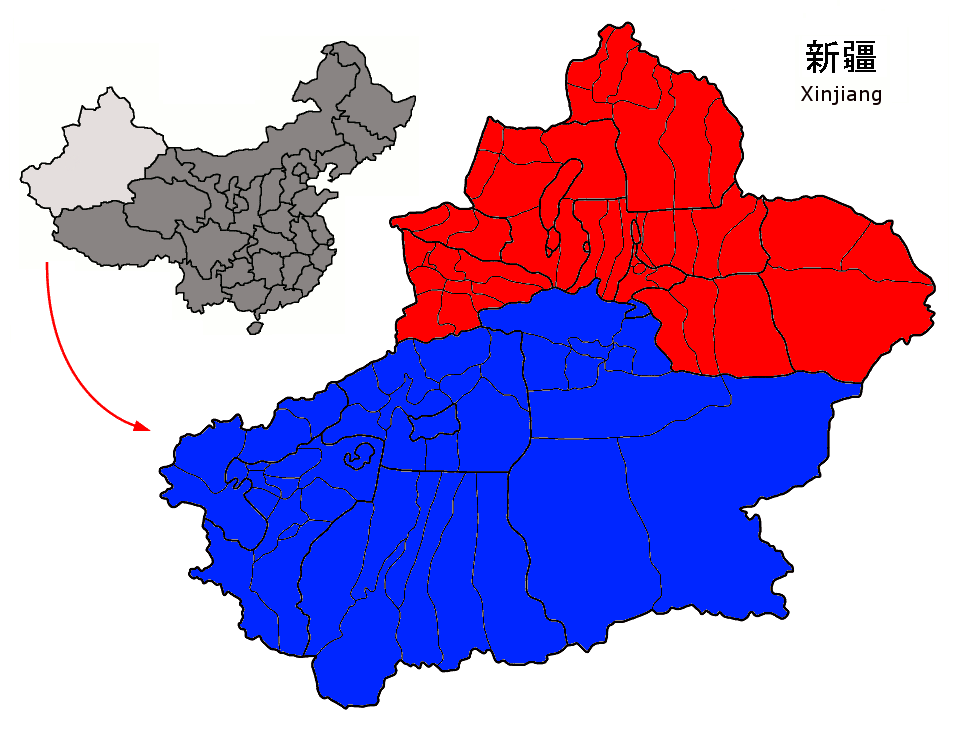
북신장 – 중가리아, 투루판시, 및 하미시 (빨간색)
남신장 – 타림 분지 (파란색)

신장 남부 또는 난장(중국어: 南疆, 병음: Nánjiāng)은 신장 위구르 자치구의 남부 지역으로 중화인민공화국에 속한다. 이 지역의 역사적인 이름은 회부 (중국어: 回部, 병음: Huíbù)였으며, 현대의 아프가니스탄, 키르기스스탄, 타지키스탄 일부 영토를 포함한다. "중국령 투르키스탄"이라는 이름은 유럽인들이 청나라 시기 특히 남신장 또는 신장 위구르 자치구 전체를 지칭하기 위해 흔히 사용했다.
남신장은 타림 분지와 악사이친을 포함하는 인접한 산악 지역으로 구성된다. 남신장 주민의 대부분은 위구르족이다.

## 같이 보기
- 회부
- 중국령 투르키스탄
- 중가리아
  - 중가르 분지
- 난장 철로
- 타림 분지
- 툰가니스탄